# Chrám i tvrz
Chrám i tvrz je kniha esejů o češtině od Pavla Eisnera z roku 1946. Autor, vzděláním bohemista, germanista a romanista, sám odmala bilingvální, v krátkých kapitolách věcně a kriticky popisuje český jazyk. S vtipem, humorem a ironií popisuje a zkoumá, jak se uživatelé češtiny vyjadřují. V knize sledoval otázky z hláskosloví, tvarosloví, sémantiky a historické mluvnice, odborné terminologie aj. S přesahem do kulturní historie popularizoval vědecké poznatky, využívaje hluboké znalosti jazyků i citu pro řeč jakožto dorozumívací nástroj. Ačkoliv Eisner sám používal češtinu lehce archaických rysů, v knize si mimo jiné vyřizoval účty s tehdejšími korektory (nazývá je „podbrusiči“), kteří navzdory reálné jazykové praxi např. důsledně doplňovali písmeno "i" na konec sloves v infinitivu nebo bezmyšlenkovitě odstraňovali z překladů do češtiny domněle cizorodé prvky.  
V roce 1946 knihu vydal v Praze Jaroslav Podroužek. V roce 1974 ji ve dvou dílech vydalo česky nakladatelství Konfrontation v Zürichu. V roce 1992 ji vydalo nakladatelství Lidové noviny v Praze, v roce 1997 nakladatelství Pluto: B. Just v Praze a v roce 2010 nakladatelství XYZ v Praze. 
V roce 1993 byl název knihy použit jako tematický název 37. ročníku festivalu Šrámkova Sobotka. 
Ve Vsetíně inspiroval název Eisnerovy knihy ke stejnojmenné recitační a pěvecké soutěži. Na jaře 2012 se konal 19. ročník této soutěže, takže první ročník připadal na rok 1994.